# Лопе де Луна
Лопе де Луна (1315 — 19 июня 1360, Педрола) — арагонский дворянин из дома Луны, 9-й сеньор де Луна (с 1323), 1-й граф де Луна и сеньор де Сегорбе (1348—1360).

## Биография
Один из трёх сыновей Артала III де Луна (+ 1323), 8-го сеньора де Луна (1304—1323), и его жены Мартины Санс де Уэрта.
Сопровождал короля Арагона Педро IV Церемонного во время экспедиции на Сардинию (1323—1326). Он участвовал в Войне Союза и в 1348 году получил титул графа де Луна за свою победу в битве при Эпиле против Арагонского Союза, переведя Луну из сеньории в наследственное владение.

## Браки и потомство
Его первый брак был с инфантой Виолантой де Арагон (1310—1353), дочерью Хайме II, короля Арагона, которая была вдовой Фелипе Тарентского, деспота Романии (1297—1330), от которой у него не было потомства. Таким образом, он стал родственником королевского дома Арагона.
Он снова женился на Брианде д’Агу, (или де Го, или Аквавива), дочери графа Готского, которая была родственницей папы Климента V, с которой у него была две дочери:
- Мария де Луна (1356/1358 — 1406), 4-я сеньора Сегорбе, вышедшая замуж за короля Арагона, Сицилии, Сардинии и Корсики Мартина Гуманного. Мать короля Сицилии Мартина I Младшего.
- Брианда де Луна, жена Лопе Хименеса де Урреа, но она сбежала от мужа к своему любовнику Луису Корнелю, сеньору Альфахарина, от которого у неё было трое детей.

Третьей женой Лопе де Луны стала Мария де Альтура, от брака с которой у него был сын:
- Фернандо Лопес де Луна (+ 1411), сеньор Рикла, женат на Эмилии Руис де Азагра, 3-й сеньоре Вильяфеличе.